# Milonga

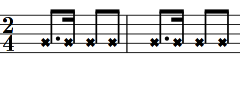
Ritme van milonga

Milonga is een Argentijnse, Uruguayaanse en Zuid-Braziliaanse muziekvorm en dansstijl. Ook wordt de naam gebruikt voor het aanduiden van gelegenheden waar tango en milonga wordt gedanst. De milonga is grofweg onder te verdelen in de milonga campera (van het platteland) en de milonga urbana (van de stad), waarbij uit de laatste de tango is ontstaan. Sommige moderne milonga's, vaak instrumentaal, van onder andere Astor Piazzolla, zijn geschreven in de stijl van de milonga campera, maar hebben een eigen melancholiek karakter en zijn wereldwijd bekend (zoals: Milonga del Angel (A. Piazzolla) en Milonga Triste (S. Piana)).

## Geschiedenis
Naar de herkomst van de milonga zijn verschillende onderzoeken gedaan, waarbij de meeste uitgaan van enerzijds een Afrikaanse Angolese afkomst en anderzijds een Spaanse afkomst.

### Afrikaanse afkomst
(Uit een studie van de Argentijnse etnomusicoloog Quintín Quintana)
Volgens Quintana was de milonga van oorsprong een interpretatie van de candombe (zoals gespeeld door de slaafgemaakten die leefden op het land in Brazilië, in de 18e eeuw) door de gaucho's (soort van Zuid-Amerikaanse cowboys), aanvankelijk gespeeld op vihuela's en later op gitaar. De gaucho's verspreidden zich van Midden-Brazilië tot aan Patagonië in het zuiden van Argentinië en met hen ook de milonga. Deze milonga is in verschillende gebieden bekend onder namen als chamarrita in Entre Ríos, ponto, baiao, coco, forró, lundú, samba de roda, choro, etc. in Brazilië, rasguido doble in Paraguay en takirari in Bolivia.
Eind 19e eeuw werd de milonga (naast de cifra en de estilo) populair onder de payadores (liedjeszangers), die naar de grote steden Buenos Aires en Montevideo waren verhuisd.
In een reportage over de Argentijnse payador en schrijver Nemesio Trejo (van Jaime Olombrada, voor de Argentijnse krant La Opinión van 15 april 1916) vertelt Trejo: “In 1884 had ik mijn eerste ontmoeting met Cabino Ezeiza, de meest befaamde onder de Argentijnse barden, en die payada (uitvoering) was geschikt als schoolvoorbeeld. In die tijd zong men "por cifra" (in de stijl van de cifra), maar Gabino introduceerde de milonga voor die gelegenheid in C groot en verklaarde; “het is dorps (in stads sfeer), want het is kind van de Afrikaanse candombe en hij trommelde met zijn vingers vervolgens op de rand van de tafel, tunga….tatunga….tunga, om op fonetische wijze de koppeling  met het ritme van de candombe aan te geven.”

### Castiliaanse afkomst
Volgens documentatie van de familie Wilkes y Guerrero, vinden de liederen en dansen zoals de cifras, milongas, medias milongas en estilo, hun oorsprong in het Spaanse Andalusië. Deze hypothese wordt aan de hand van muzikale voorbeelden ondersteund in een boek van Josué Teófilo Wilkes, Formas musicales rioplatenses. Su origen hispánico. (Cifras, estilos y milongas), Publicaciones de Estudios Hispánicos, Buenos Aires. 1946.

## Herkomst van de naam
Ook over de herkomst van de naam lopen de meningen uiteen, alhoewel de meeste uitgaan van de hypothese dat het afgeleid is van het woord mulonga, in het Kimbundu, een dialect van het Afrikaanse Bantoe. Het zou zoiets betekenen als “woorden”, “kritiek geven met woorden”, maar ook “verleiden en overtuigen”.
In het boek “Cosas de negros” uit 1926, van Vicente Rossi, schrijft Rossi: "Veel negers uit Angola kwamen als slaven terecht in Brazilië en zij waren de enigen die het meest aan hun eigen taal vasthielden, het Bantoe. Milonga is een Bandu term en betekent “woorden”, “woordentwist, “vraag”, en later zegt hij dat het volgens een Braziliaanse kroniekschrijver het meervoud van “mulonga” zou zijn, maar er wordt vervolgens niet gezegd wat dat dan betekent."
Horacio Jorge Becco, schrijft in de hernieuwde uitgave van “Cosas de negros” uit 1958, in een voetnoot, met een citaat uit het werk van Beaurepaire-Rohán: “In het Braziliaanse woordenboek, pagina 94, staat geschreven over milongas; het komt uit het Bantoe. Milonga, meervoud van Mulonga, betekent “woord” en in het oorspronkelijk Afrikaans “verwarring”.”
Martin Lienhard schrijft hierover in zijn “Le discours des esclaves de l'Afrique à l'Amérique latine (Kongo, Angola, Brésil, Caraïbes)”: Milonga (Enkelvoud: Mulonga, Kimbundu) betekent boos of slechtspreken, een verleiding door woorden, een gerucht, spot.
Volgens Wilkes y Guerrero zou het echter een samenvoeging zijn van “Melos”(melodie) en “longa”(lang) afgeleid van het uitgebreide relaas en de lange verzen die typerend zijn voor de milonga.

## Ontwikkeling vanaf het einde van de 19e eeuw

### De Payadores
Payadores zijn dichters-zangers die op spontane wijze en improviserend hun verhaal in versvorm zingen, zichzelf begeleidend op gitaar. Het zijn als het ware de troubadours, barden of minnezangers van Argentinië, Uruguay en Zuid-Brazilië. Aanvankelijk waren het de gaucho's die, met hun ruwe handen en als analfabeet, zich op deze wijze wisten uit te drukken. De begeleiding op vihuela, en later op gitaar, was eenvoudig en de melodie eentonig en repeterend, afhangend van het aantal verzen dat men zong. De meest gebruikte stijlen waren de Cifra, de Estilo en vanaf eind 19e eeuw de Milonga.

#### De Cifra
De stijl van de Cifra bestond uit het zingen van meestal epische tienregelige gedichten. Volgens musicoloog Lauro Ayestaran, een van de meest prestigieuze Uruguayaanse onderzoekers op het gebied van de volksmuziek, heeft de cifra melodieën die sterk op lettergrepen zijn gebaseerd en typerend is ook dat gedeelten niet worden gezongen maar gereciteerd. Aan het einde van de 19e eeuw veranderde het karakter en werd het in plaats van episch meer satirisch.

#### De Estilo
Volgens Ayestaran, de lyrische vorm die zich het meest heeft aangepast aan het leven op het platteland, die soms “triste” (droevig) wordt genoemd of “décima” (tienregelig). De vorm is gebaseerd op een ritmiek van 3+3+2 en begint met een instrumentale prelude, ook wel “punteo” genoemd. Daarna komen de drie delen “estilo”, “cielito” en “final de estilo”.

#### De Milonga
De milonga is de stijl waarin vanaf het einde van de 19de eeuw het meest werd gezongen. Volgens de Argentijnse payador en schrijver Nemesio Trejo is het zingen in deze stijl geïntroduceerd in 1884, door Gabino Ezeiza, een van de beroemdste Argentijnse payadores. Aanvankelijk werd gezongen in majeur tonaliteiten, maar dit werd geleidelijk aan vervangen door mineur en ook ontwikkelden de payadores steeds meer een eigen persoonlijke stijl, zelfs in de lyrische confronterende duetten. De verschillen tussen de Argentijnse en Uruguayaanse milonga, waarbij de laatste de meeste verwantschap had met de candombe, vervaagde door de tijd en men kan tegenwoordig nauwelijks onderscheid vinden.
Samenvattend kan men over de drie verschillende stijlen opmerken: Een precolumbiaanse invloed in de estilo, een Spaanse in de cifra en een Afrikaanse in de milonga (bron: La Agenda de los Payadores -Marta Suint y Jose Curbelo)

### Van Milonga campera naar milonga urbana en tango
Rond 1880 lanceerde Argentinië een nieuwe wet "Conquista del Desierto", waarmee het mogelijk werd voor grootgrondbezitters grote stukken land  eigendom te maken en omheiningen aan te leggen. Hierdoor werden veel "nomadische" gaucho's gedwongen naar de grote stad te trekken, waar ze terechtkwamen in de arme achterbuurten van Buenos Aires, bij de daar wonende Afrikaans-Argentijnse bevolking en arme immigranten uit Europa. Ook in het naburig gelegen Montevideo in Uruguay zag men een invasie van arme Europese immigranten en gaucho's, die met de zwarte en lokale bevolking samenwoonden in zogenaamde conventillos in de arme buurten van de stad. 
In beide steden begonnen de gaucho's (in de stad ook wel compadritos genoemd) en Europese immigranten, in navolging van de zwarte bevolking, met het dansen op straat en in dansgelegenheden die tambos of tangos werden genoemd. De compadritos dansten echter meer omarmd, dicht tegen elkaar, terwijl de zwarte bevolking meer afstand tussen elkaar behield.
De muziek, aanvankelijk gespeeld op voornamelijk gitaar, fluit en viool, werd aan de dans aangepast en uit de vermenging van de milonga campera (plattelandsmilonga), de Europese habanera en de dansen van de zwarte bevolking, ontstond de milonga urbana (stadsmilonga) en later de tango (die zich later weer van deze milonga losmaakte).  
Karakteristieke elementen uit de milonga campera zijn duidelijk nog aanwezig in de eerste tango's (in het begin van de 20e eeuw), die ook wel tango milonga of milonga urbana werden genoemd. Een goed voorbeeld is een van de eerste tango's "El Choclo", van Angel Villoldo. Vanaf ongeveer 1920 (het begin van de zogenaamde Guardia Nueva periode, in de ontwikkeling van de tango) ziet men echter steeds meer verschillen tussen de milonga campera enerzijds en de tango milonga anderzijds en deze laatste werd vaak ook wel eenvoudigweg milonga genoemd (of milonga urbana). Ook de tango ontwikkelde zich vanaf die periode onafhankelijk van de milonga urbana (tango milonga), zowel de dans als ook de muziek, in een eigen stijl die nu tango wordt genoemd.
Een belangrijke bijdrage aan de ontwikkeling van de milonga urbana is ongetwijfeld de "Milonga Sentimental" (1932), van Sebastián Piana, met een tekst van Homero Manzi en met een rijkere harmonie, ritmiek en melodie. Veel tangocomponisten volgden dit voorbeeld met milonga's zoals La trampera (A. Troilo), La Puñalada (P. Castellanos), Nocturna (J. Plaza) en Taquito Militar (M. Mores).
De verwarring over het gebruik van de naam milonga (campera of urbana) wordt groter wanneer tangocomponisten als Sebastián Piana en Astor Piazzolla milonga's schrijven in de stijl van de milonga campera, met langzame tempi en melancholie, zoals de Milonga Triste (Piana) en de Milonga del Angel (Piazzolla).
Samenvattend kan men stellen dat vandaag de dag de milonga onderverdeeld kan worden in milonga campera en milonga urbana, waarbij de eerste meestal langzaam is met relatief eenvoudige harmonieën, als begeleiding van zang en zonder dans en de milonga urbana meestal snelle tempi heeft, instrumentaal of met zang, waarop wordt gedanst. Uitzonderingen vormen de vaak modernere milonga's van onder andere Astor Piazzolla, in de stijl van de milonga campera, maar met een heel eigen melancholiek karakter (vaak instrumentaal en bij veel tangodansers geliefd om op te dansen).

## Overzicht van enkele bekende artiesten
Milonga campera: Gabino Ezeiza (1858-1916), José Bettinoti (1878-1915) Juan Pedro López (1885-1945) en Atahualpa Yupanqui (1908-1992)
Milonga urbana: Angel Villoldo, Francisco Canaro, Aníbal Troilo, Astor Piazzolla, Horacio Salgan, Carlos Di Sarli, Juan D. Arienzo, Julio De Caro, Julián Plaza, Sebastián Piana, Mariano Mores, Pedro Laurenz, Edmundo Rivero.